# Nancy Lincoln
Pour les articles homonymes, voir Lincoln.
Nancy Hanks Lincoln (née le 5 février 1784) est une citoyenne américaine connue pour être la mère d'Abraham Lincoln, le 16e président des États-Unis. Elle meurt de la maladie du lait (en) — un empoisonnement au lait de vaches ayant consommé l'herbe toxique Ageratina altissima — le 5 octobre 1818, Abraham étant alors âgé de neuf ans.